# Ragib Čapljić
Ragib Čapljić (31. prosince 1889 Rogatica, Bosna a Hercegovina – 23. listopadu 1944 Rogatica, Nezávislý stát Chorvatsko) byl bosenskohercegovský politik bosňáckého původu.

## Život
V rodném městě navštěvoval mekteb, islámskou elementární školu, a národní základní školu. Poté se věnoval převážně správě nemalého rodinného majetku.
Po první světové válce a vzniku Království Srbů, Chorvatů a Slovinců (1918) vstoupil do Jugoslávské muslimské organizace a politicky se angažoval. Opakovaně byl zatýkán a odsuzován ke kratším trestům vězení. Roku 1926 byl zvolen do oblastního sněmu a hned následujícího roku uspěl v parlamentních volbách. Poslancem byl do roku 1929, kdy král Alexandr I. vyhlásil diktaturu a parlament i se všemi stranami rozpustil. Znovu se vrátil do politiky roku 1935, kdy úspěšně kandidoval na opozici v nových parlamentních volbách. Voleb roku 1938 se neúčastnil.
Po německé invazi do Jugoslávie v dubnu 1941 uvítal vznik fašistického Nezávislého státu Chorvatsko. Za svůj kladný vztah k novému režimu byl 5. června 1941 odměněn postem velkého župana Župy Usora a Sol s centrem v Tuzle. Na této pozici zůstal do 2. dubna 1942, kdy byl přidělen k ministerstvu vnitra.
Byl aktivní v muslimském podpůrném spolku Narodna uzdanica (Lidová opora).
Čapljić zemřel během spojeneckého bombardování Rogatice 23. listopadu 1944. Jeho bratra Galiba, toho času na postu rogatického starosty, roku 1942 zavraždili srbští nacionalističtí povstalci, četnici.